# Cromat de sodiu
Cromatul de sodiu este un compus anorganic cu formula chimică Na2CrO4. Este un compus solid, galben, care poate forma hidrați. 

## Obținere
Este obținut ca produs intermediar în extracția cromului metalic din mineralul denumit cromit. Acesta suferă un proces de oxidare la cromat de sodiu în prezență de carbonat de sodiu și oxigen atmosferic, la 1200 °C.
{\displaystyle {\ce {4 FeCr2O4 + 8 Na2CO3 + 7 O2 -> 8 Na2CrO4 + 2 Fe2O3 + 8 CO2}}}